# Georg Scholze
Georg Scholze (21 de agosto de 1897 - 23 de abril de 1945) fue un general alemán durante la II Guerra Mundial. Fue condecorado con la Cruz de Caballero de la Cruz de Hierro de la Alemania Nazi. Se suicidó el 23 de abril de 1945 en Berlín.

## Condecoraciones
- Cruz de Caballero de la Cruz de Hierro el 17 de febrero de 1943 como Oberst y comandante del Infanterie-Lehr-Regiment[1]